# 弓野憲一
弓野 憲一（ゆみの けんいち、1945年-　）は、日本の教育心理学者、静岡大学名誉教授。弓野教育研究所主宰。専攻は教育心理学、創造心理学。
福岡県築上郡椎田町（現築上町）生まれ。福岡県立小倉工業高等学校卒、1年半大阪の工場で働いたのち、福岡教育大学技術科卒業。1977年九州大学大学院教育学研究科博士課程満期退学、1985年「記憶の構造と検索に関する研究」で九大教育学博士。九大教育学部助手、1979年静岡大学教育学部講師、81年助教授、90年教授。2011年定年退任、名誉教授。

## 著書
- 『記憶の構造と検索過程』風間書房 1992
- 『総合的学習の学力 測定と評価技法の開発』明治図書出版 総合的学習への挑戦 2001

### 編著
- 『特別活動と総合的学習の心理学』編著 ナカニシヤ出版 1999
- 『発達・学習の心理学』編 ナカニシヤ出版 2002
- 『世界の創造性教育』編著 ナカニシヤ出版 2005

### 翻訳
- J.D.ノヴァック,D.B.ゴーウィン『子どもが学ぶ新しい学習法 概念地図法によるメタ学習』福岡敏行共監訳 東洋館出版社 1992
- B.ミラー,J.ヴィハー,R.ファイアスティン『創造的問題解決 なぜ問題が解決できないのか?』監訳 南学,西浦和樹,宗吉秀樹訳 北大路書房 2006
- B.ミラー,J.ヴィハー,R.ファイアスティン『創造的リーダーシップ ファシリテーションの極意をつかめ!』監訳 西浦和樹,佐藤健訳 北大路書房 2007
- Anthony Wilson編著『英国初等学校の創造性教育』渋谷恵共監訳 中野左知子,矢野淳, 内田恵, 平石徳己, 山浦一保, 益川弘如訳 ITSC静岡学術出版事業部 静岡学術出版教養新書 2009

## 論文
- Cinii

## 注
1. ↑  弓野教育研究所